# لو باريزيان
لو باريزيان (
نطق فرنسي: [lə paʁizjɛ̃]
؛ الفرنسية لـ"الباريسيين"") هي صحيفة فرنسية يومية تغطي الأخبار الدولية والوطنية والأخبار المحلية لباريس وضواحيها. وهي مملوكة لشركة أل في أم أش - مويت هنسي لوي فيتون.

## وصلات خارجية
- الموقع الرسمي